# 哈巴罗夫斯克边疆区立法杜马
哈巴罗夫斯克边疆区立法杜马（俄语：Законодательная дума Хабаровского края）是俄罗斯联邦哈巴罗夫斯克边疆区的一院制立法机构，有36名议员，任期5年。自上次2019年选举以来，俄罗斯极右翼政党俄罗斯自由民主党当选28位议员获得议会多数，俄罗斯联邦共产党和统一俄罗斯党各2位，俄罗斯统一民主党“亚博卢”1位，无党派2位，空缺2位。